# Bang Jeong-hwan
Det här är en artikel om en person med koreanskt personnamn; Bang är familjenamnet.

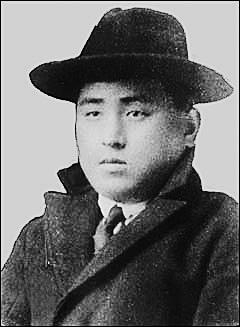

Bang Jeong-hwan (방정환), född 9 november 1899, död 23 juli 1931, var en koreansk författare och aktivist för barnens rättigheter i samhället. 
Genom hans arbete uppstod barnens dag som kallas "어린이날" (Eorininal) i Sydkorea.